# Демократический союз гражданского развития
Демократический союз гражданского развития (порт. União dos Democratas para Cidadania e Desenvolvimento) — политическая партия в Сан-Томе и Принсипи. Партия основана в 2005 году.

## История
Демократический союз гражданского развития был создан в январе 2005 года группой активистов, покинувших партию Независимые демократические действие. На парламентских выборах, состоявшихся 26 марта 2006 года, партия не получила поддержки избирателей и не провела своих кандидатов в Национальную ассамблею. На президентских выборах, состоявшихся в том же году, Демократический союз гражданского развития поддержал оппозиционного кандидата Патриса Эмери Тровоаду, которому не удалось одержать победу над действующим президентом Фрадике де Менезешу. На парламентских выборах 2010 года партия получила 855 или 1,22 % голосов избирателей. На парламентских выборах, состоявшихся в 2014 году, Демократический союз гражданского развития получил 1252 голоса, что позволило партии получить одно место в Национальной ассамблее Сан-Томе и Принсипи.